# Joseph Emmanuel II. Toma

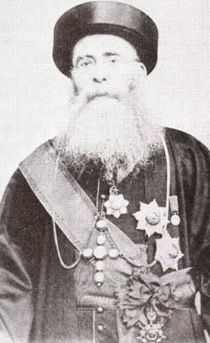
Patriarch Joseph Emmanuel II. Toma, 1911

Joseph Emmanuel II. Toma (* 8. August 1852 in Alqosh; † 21. Juli 1947) war von 1900 bis 1947 Patriarch von Babylon der Chaldäisch-Katholischen Kirche. 

## Leben
Ausgebildet wurde er an der von Jesuiten geleiteten Université Saint-Joseph in Beirut. Seine Priesterweihe erfolgte am 10. Juli 1879, seine Ernennung zum Bischof von Siirt der Chaldäer und am 24. Juli 1892 die Bischofsweihe. Am 9. Juli 1900 folgte die Ernennung und am 17. Dezember 1900 die Inthronisation zum Patriarchen von Babylon der Chaldäer. Joseph Emmanuel II. Toma war 68 Jahre Priester, davon 55 Jahre Bischof und 47 Jahre Patriarch.

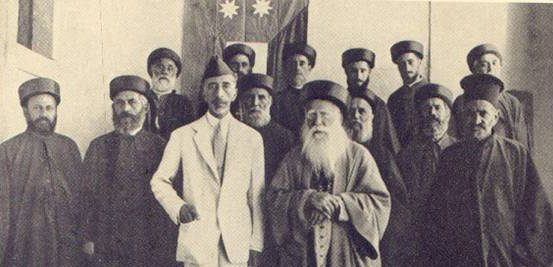
Patriarch Joseph Emmanuel II. mit König Faisal I. des Irak und chaldäischen Klerikern

Sein Grab befindet sich in der Kathedrale Mart Meskinta zu Mosul.